# Eutelisca metalliscapa
Eutelisca metalliscapa är en stekelart som beskrevs av Heydon 1997. Eutelisca metalliscapa ingår i släktet Eutelisca och familjen puppglanssteklar. Inga underarter finns listade i Catalogue of Life.